# Tine Bruun
Tine Bruun (født 1976) er en dansk forfatter. Hun bor i København og har tidligere skrevet klummer og artikler for Dagbladet Information. Tine Bruun skriver børne- og ungdomsbøger og skriver også under forfatternavnet T.B. Rottbøll. I 2007 udgav hun to voksenbøger i Californien, hvoraf den ene vandt The Cowell Press Book Prize. Temaerne i hendes bøger er kontroversielle, og hun skriver ofte om mennesker, der har oplevet ekstreme ting. Hun bliver inspireret af at møde mennesker, der har oplevet sådanne ting, og omsætter derefter deres historier til noget litterært. Emnerne i bøgerne spænder fra drab, voldtægt og incest til krig og polarekspeditioner.

## Biografi
I årene 1995-1997 uddannede Tine Bruun sig på Akademiet For Utæmmet Kreativitet. Derefter blev hun uddannet skuespiller fra Skandinavisk Teaterskole i årene 1997-2000. Efter to års pause læste hun Kunsthistorie og Film- og Medievidenskab på Københavns Universitet i 2002-2005. Siden tog hun til Californien og læste Creative writing på University of California Santa Cruz i 2006-2007.
Under opholdet i Californien fik hun udgivet to bøger. Disse to bøger er My Childhood In Six Parts Or Why World Wars Must Repeat og digt- og novellesamlingen I Will Tell You My Story But Only Once.
Siden har hun læst Moderne Kultur og Kulturformidling på Københavns Universitet. Under denne uddannelse har Tine Bruun været ansat forskellige steder. Hun har bl.a. været journalist på Egmont Fonden Den Almennyttige Virksomheds Årsskrift i 2008 og 2009 og tilknyttet Dagbladet Information. Derudover har hun været assisterende redaktør på Mennesker og medier på P1.
Tine Bruun vandt i 2007 The Cowell Press Book Prize. Derudover har hun modtaget en række legater undervejs i sin karriere, bl.a. Knud Højgaards Fonds Rejselegat, Nordea-Danmark Fondens Legat, Rudolph Als Fondets Legat, V.P. Krag-Hansens Mindelegat, Frimodt-Heineke Fondens Legat og flere langvarige arbejdsophold på Det Danske Oversætter- og Forfattercenter Hald Hovedgaard og Det Danske Institut i Athen.
Flere af hendes børnebøger er oversat til norsk.

## Eksterne Henvisninger
Tine Bruun - officiel hjemmeside
Tine Bruun i KVINFOs Ekspertdatabase
Artikeloversigt hos Dagbladet Information